# Jamir Gomes
Jamir Adriano Paz Gomes (Porto Alegre, Brasil, 13 de mayo de 1972) es un exfutbolista profesional brasileño que jugó como mediocampista defensivo en diversos equipos de su país, Portugal y Perú. 

## Carrera
Nacido en Uruguaiana, en el estado de Porto Alegre, Gomes es producto de las juveniles de São José, pero fue en Grêmio donde debutó profesionalmente el año 1987. En el equipo Tricolor, formó parte del plantel que terminó subcampeón de la Copa de Brasil de 1993, y la ganó al año siguiente, además de conseguir un título regional. 
En 1995, se unió al Botafogo, ayudando al equipo a ganar su primer título de liga en su historia bajo el liderazgo de Paulo Autuori.  En el verano de 1996, Gomes firmó por el Benfica de Portugal, a pedido expreso del ya entrenador mencionado, quien era entrenador del equipo, pero no tuvo mucha continuidad ya que Amaral era el titular habitual. 
Posteriormente fue cedido al Flamengo, donde permaneció dos años y ganó otra Copa de Brasil. Luego, el jugador de 28 años fichó por el Alverca, que acababa de ascender a la máxima categoría, y jugó junto a Kulkov en la última de las dos temporadas que pasó allí. 
Después de dejar Portugal, tuvo breves períodos en varios clubes, siendo los más importantes Vasco da Gama y Portuguesa, retirándose a los 34 años en 2006. 

## Clubes
| Club                 | País     | Año         |
| -------------------- | -------- | ----------- |
| Grêmio               | Brasil   | 1991 - 1994 |
| Botafogo             | Brasil   | 1995 - 1996 |
| Benfica              | Portugal | 1996 - 1997 |
| Flamengo             | Brasil   | 1997 - 1998 |
| FC Alverca           | Portugal | 1998 - 2000 |
| Coronel Bolognesi    | Perú     | 2000        |
| Kashiwa Reysol       | Japón    | 2001        |
| Vasco da Gama        | Brasil   | 2002 - 2003 |
| Portuguesa Desportos | Brasil   | 2003 - 2004 |
| Brasiliense          | Brasil   | 2004        |
| CRB                  | Brasil   | 2005        |
| São José-RS          | Brasil   | 2006        |

## Palmarés
Grémio
- Campeón de la Copa de Brasil : 1994
- Campeón del Campeonato Gaúcho : 1993

Botafogo
- Serie A : 1995